# Kloster Drübeck

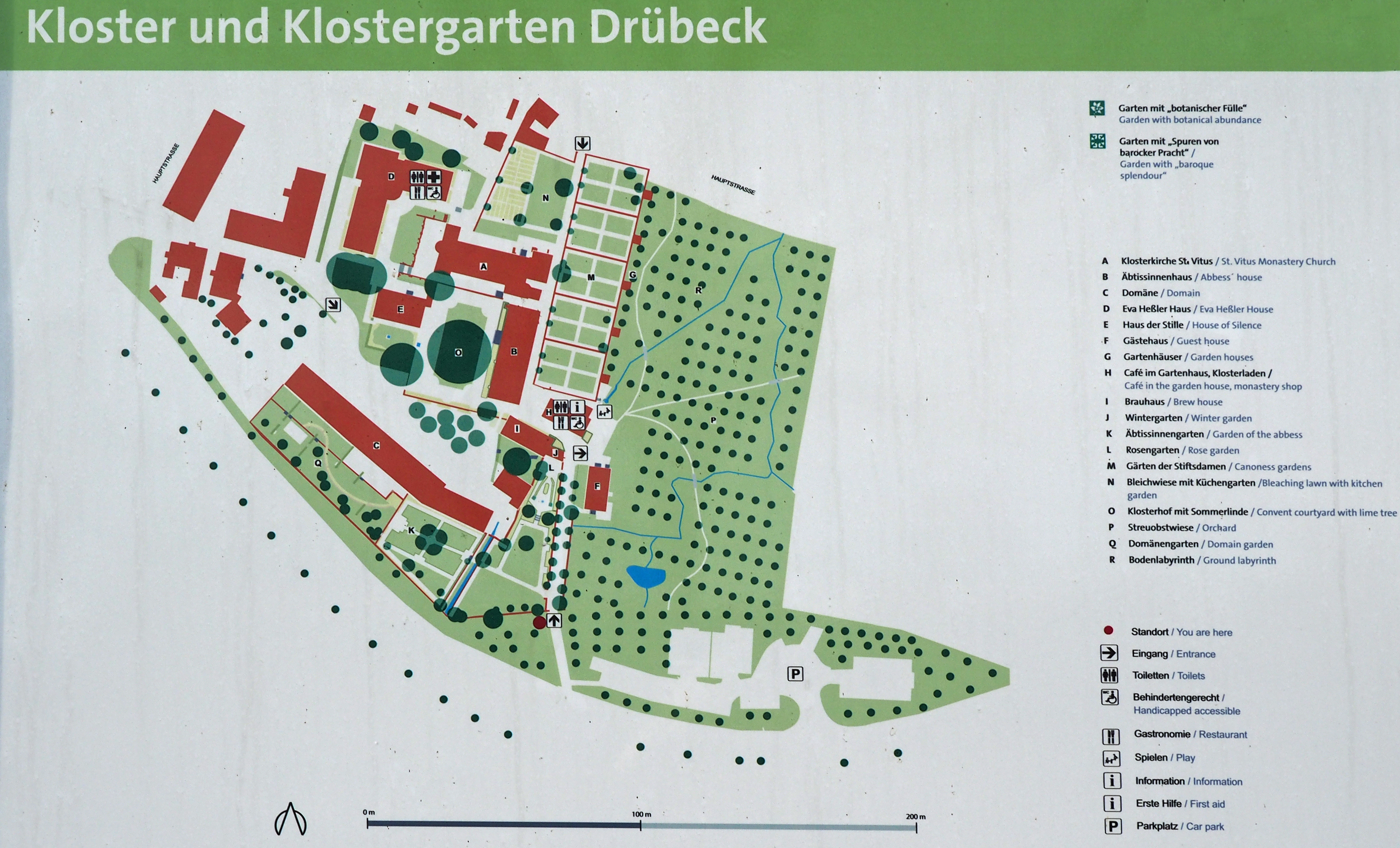
Übersicht Kloster Drübeck und Klostergarten

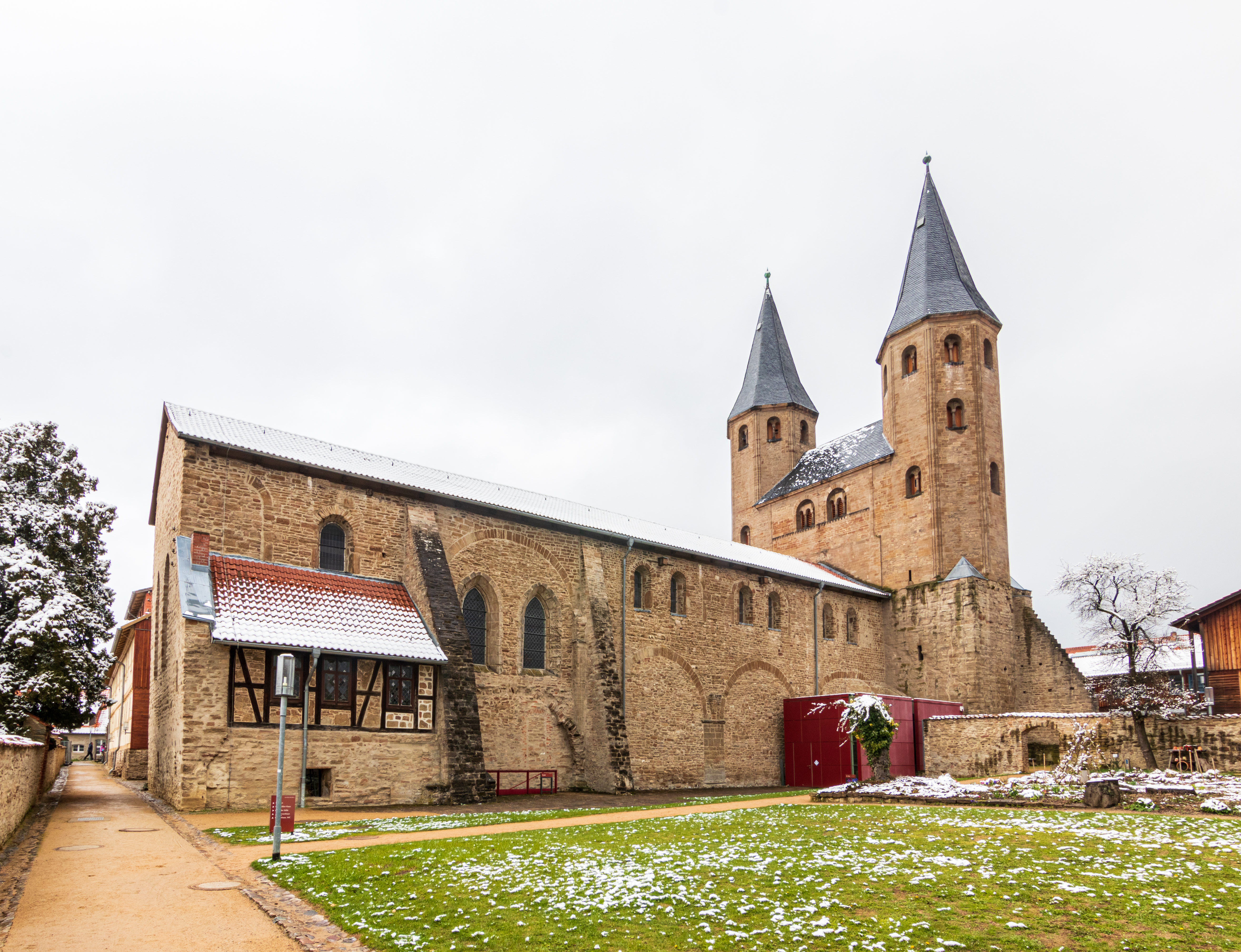
Klosterkirche St. Vitus

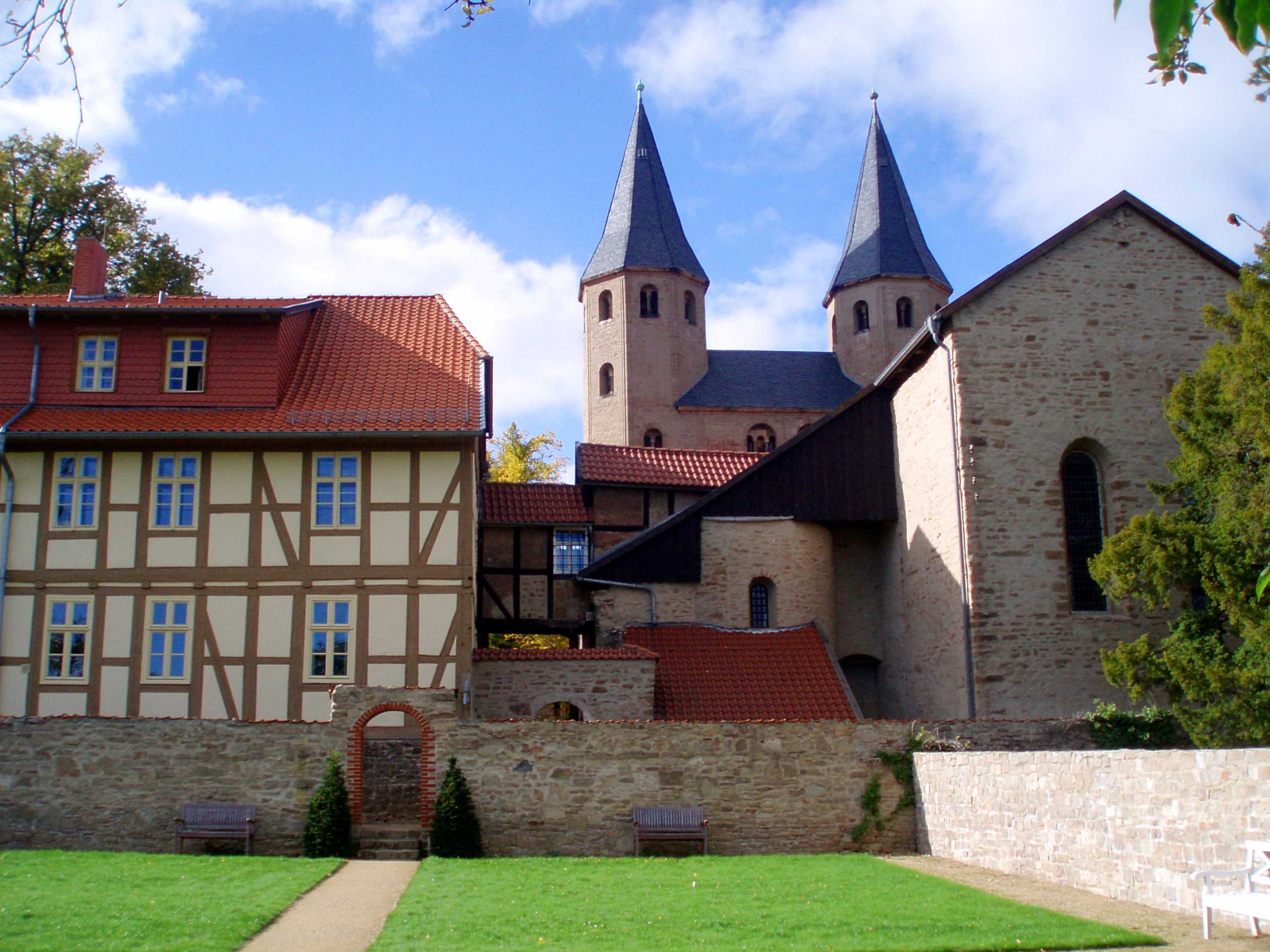
Kloster Drübeck von Osten

Das Kloster Drübeck ist eine ehemalige Benediktinerinnen-Abtei im Ilsenburger Ortsteil Drübeck am nördlichen Harzrand in Sachsen-Anhalt. Es ist heute eine Tagungsstätte der Evangelischen Kirche in Mitteldeutschland mit einem Pädagogisch-Theologischen Institut, einem Haus der Stille, einem Pastoralkolleg und einem Medienzentrum.

## Geschichte
Das Nonnenkloster Drübeck wurde in einer Urkunde Königs Otto I. vom 10. September 960 zum ersten Mal als Drubechi erwähnt. Eine ältere Urkunde vom 26. Januar 877 ist bereits im 19. Jahrhundert als Fälschung identifiziert worden.
Am 8. September 980 bestätigte Otto II. in seinem Königshof Bodfeld die freie Äbtissinnenwahl und damit die besondere Rechtsstellung des Klosters. Damit genoss das Stift im 10. Jahrhundert Vorrechte wie die Reichsabteien in Gandersheim und Quedlinburg.
In den Wirren der Reformationszeit und des Bauernkrieges erlosch kurzzeitig das Klosterleben. 1687 wurden die Klostergebäude den Grafen zu Stolberg-Wernigerode übereignet, die hier zur selben Zeit ein evangelisches Damenstift errichteten. Die evangelische Kirchenprovinz Sachsen übernahm auf Bitte der letzten Äbtissin Magdalena 1946 das Kloster Drübeck als Erholungsheim und Tagungsstätte. Die letzte Kanonisse starb am 29. Januar 1976 im 88. Lebensjahr. Seit 1996 sind im Kloster Drübeck das Pädagogisch-Theologische Institut, das Pastoralkolleg und das Haus der Stille angesiedelt.
Es liegt als eine Station auf dem Harzer Klosterwanderweg. Nördlich des Klosters befindet sich der Gemeindekrug Drübeck.
Das Kloster beteiligt sich seit 2008 am Harzer Klostersommer.

## Baugeschichte

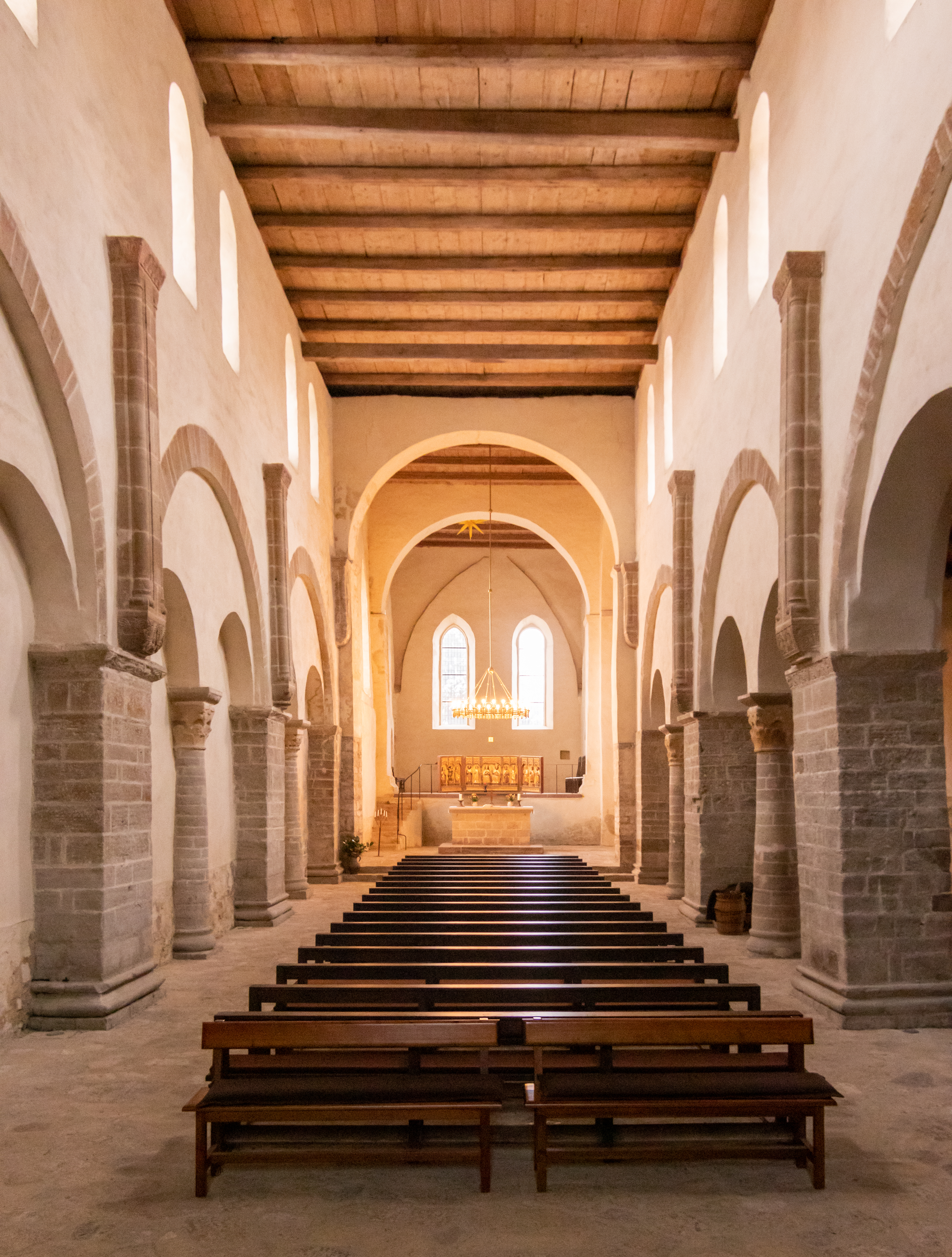
Inneres der Klosterkirche nach Südosten

Die früheste Nachricht über den Bau stammt vom 1. August 1004. Aus einer Urkunde Heinrichs II. geht hervor, dass ein Neubau oder ein umfangreicher Umbau vonstattenging. Es entstand die flachgedeckte Basilika St. Vitus mit drei Doppeljochen und einfachem Stützenwechsel im Langhaus. Die Mittelschiffwände, fünf Säulen mit ottonischen Kapitellen und der Südarm des Querhauses dieses Baus sind wohl erhalten.
Ausgrabungen in jüngster Zeit legten neben dem um 1660 verlorenen Nordschiff einen winkelförmigen Fundamentzug im Querhausbereich frei. Dieser könnte zu einem Vorgänger gehört haben.
Im 12. Jahrhundert erfolgten umfangreiche Umbauten, der imposante Westriegel mit den beiden Türmen wurde errichtet, die Kirche eingewölbt und die gestaffelte Choranlage angefügt.
Im Bauernkrieg gab es schwere Zerstörungen, 1599 wurde durch eine Räuberbande, deren Anführer Brummer nie gefasst wurde, ein Brand gelegt. Nach notdürftiger Reparatur erfolgten in der Barockzeit Umbauten.
In den 1950er Jahren versuchte man, den Originalbau teilweise herauszuschälen, die Krypta wurde zur Hälfte wieder freigelegt. Die Bauten des Klosters sind Bestandteil der Straße der Romanik, einer Ferienstraße in Sachsen-Anhalt.

## Monumente und Ausstattung

### Vermutliche Grabplatte der Äbtissin Adelbrin
Adelbrin († gegen 900) soll die Schwester der beiden sagenhaften Klostergründer Theti und Wikker und Gründerin und erste Äbtissin des Konvents gewesen sein. Das nicht zeitgenössische Grabmonument wird in der Krypta der Kirche, die von außen zugänglich ist, aufbewahrt. Es handelt sich um eine an der Wand angelehnte Figurengrabplatte aus Sandstein, die sich mit der Schmalseite an eine schlichte Bodengrabplatte lehnt. Adelbrin gilt Heilige. 

### Altar
Das dreiteilige Altarretabel, eine spätgotische Schnitzarbeit, zeigt in Halbreliefs die Krönung Mariens durch Christus, flankiert von männlichen und weiblichen Heiligen.

### Glocke
Die äußerst wertvolle Glocke ist ein Werk eines unbekannten Meisters und wurde im Jahre 1449 geschaffen.

## Gartenanlagen
Die Klostergärten sind Bestandteil des Tourismusprojekts „Gartenträume – Historische Parks in Sachsen-Anhalt“. Die heutigen Außenanlagen wurden in Anlehnung an einen von J. A. Dieckmann 1737 gezeichneten Plan gestaltet. Nach der damaligen Übernahme des Besitzes durch die Grafen zu Stolberg-Wernigerode kam es zu einer Neugestaltung der Hof- und Gartenanlagen. In diesem Zusammenhang wurden die Gärten der Stiftsdamen mit den Gebetshäusern und der Garten der Äbtissin angelegt, welche auch wieder zum heutigen Gartenbild gehören.
Ebenfalls in diesem Zusammenhang wurde um 1730 im Klosterhof eine Sommerlinde gepflanzt. Diese fast 300 Jahre alte „Klosterlinde“ gehört heute zu den Naturdenkmälern im Landkreis Harz. Ihr Stamm hat einen Umfang von 5,56 Metern.

Bilder
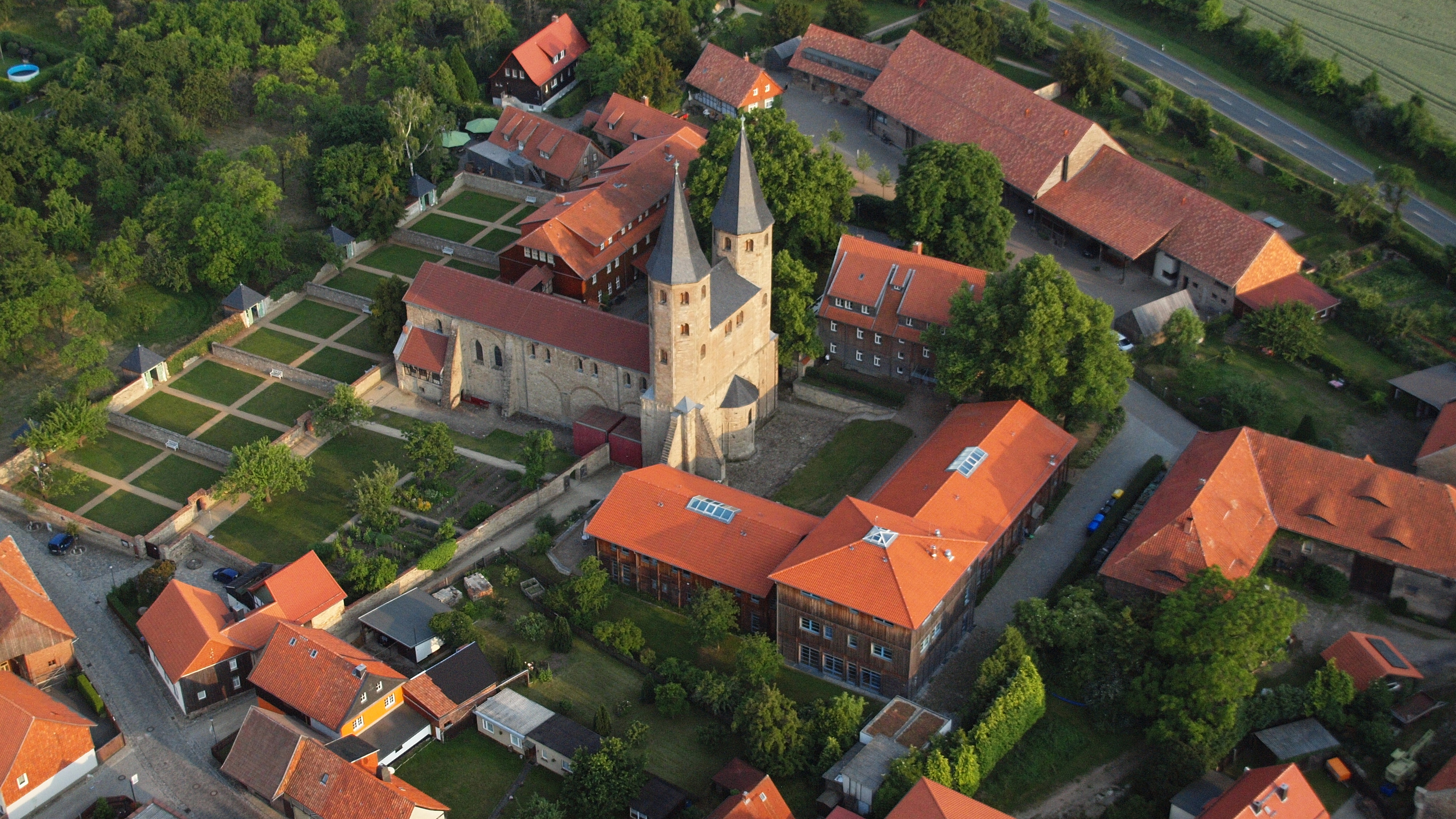
Kloster Drübeck, Luftaufnahme (2015)
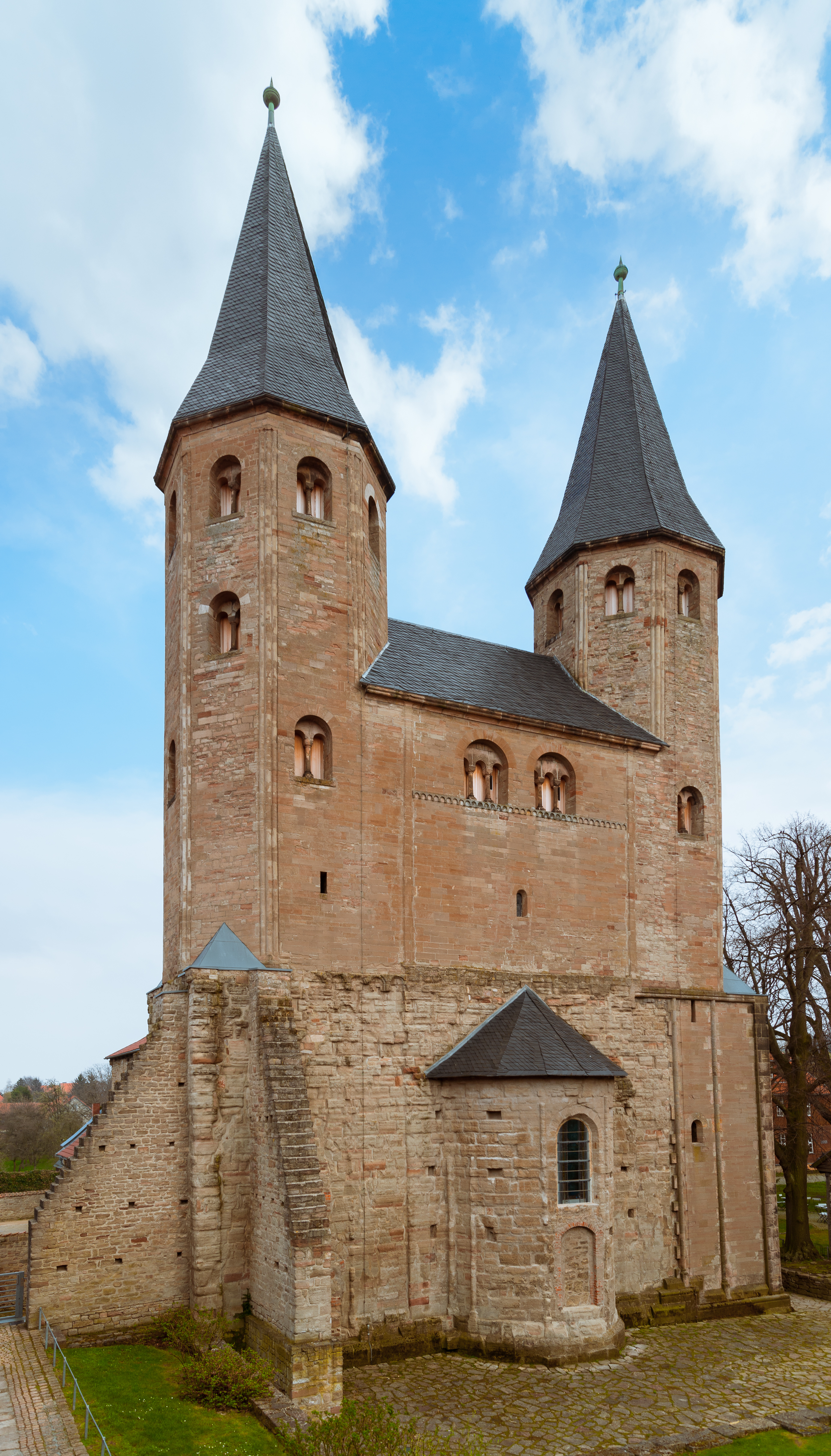
Westwerk
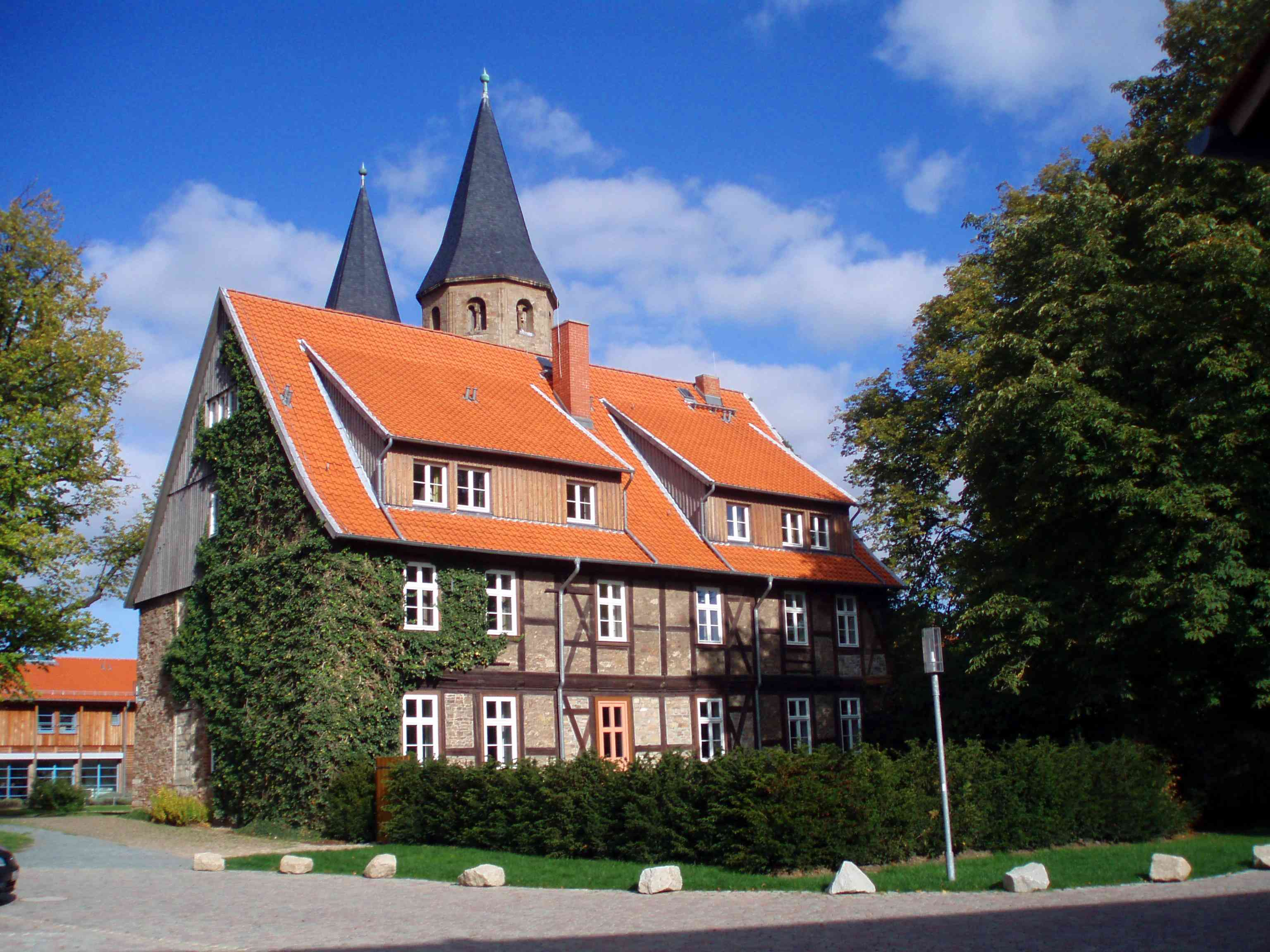
Haus der Stille
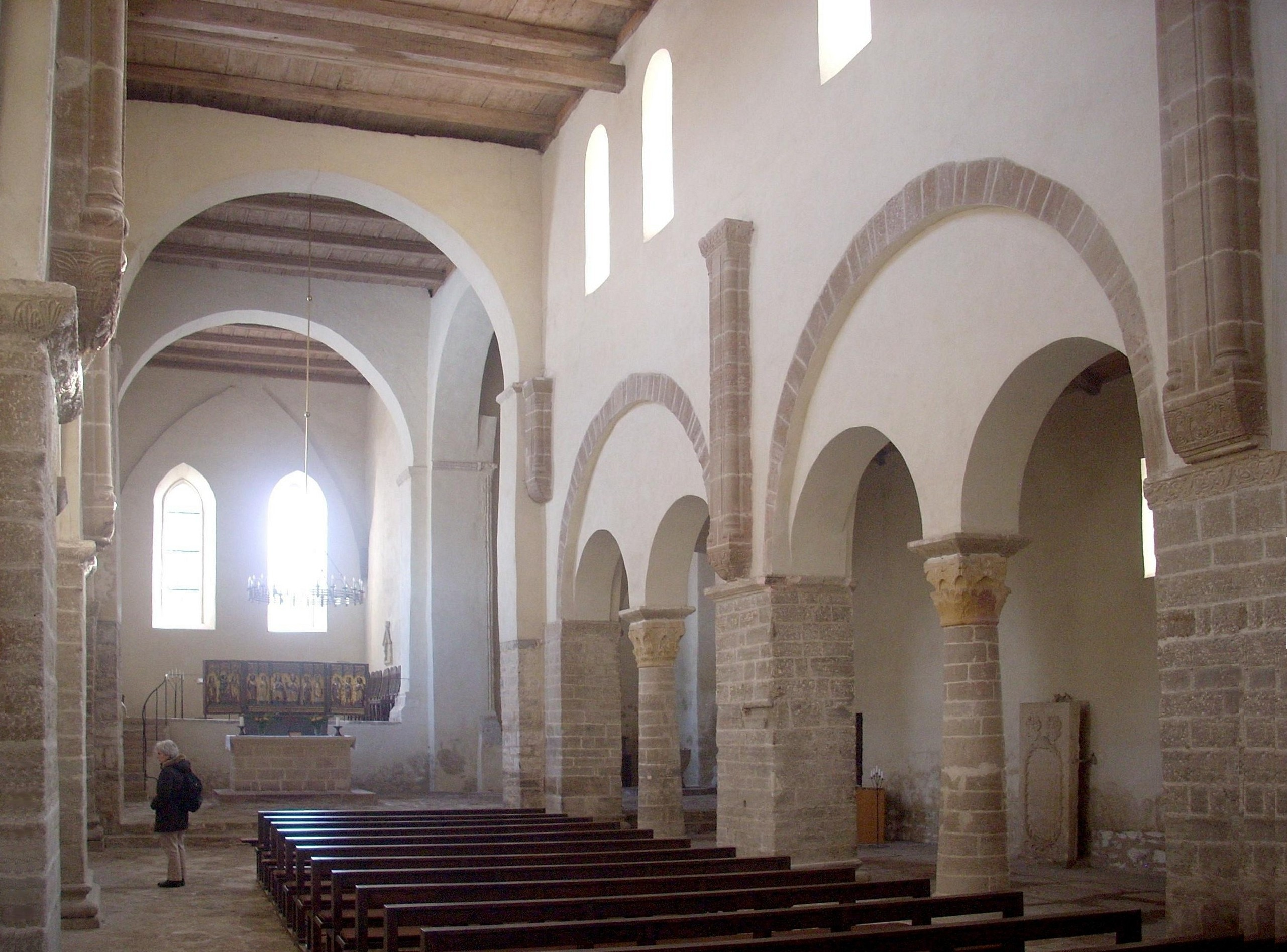
Innenraum
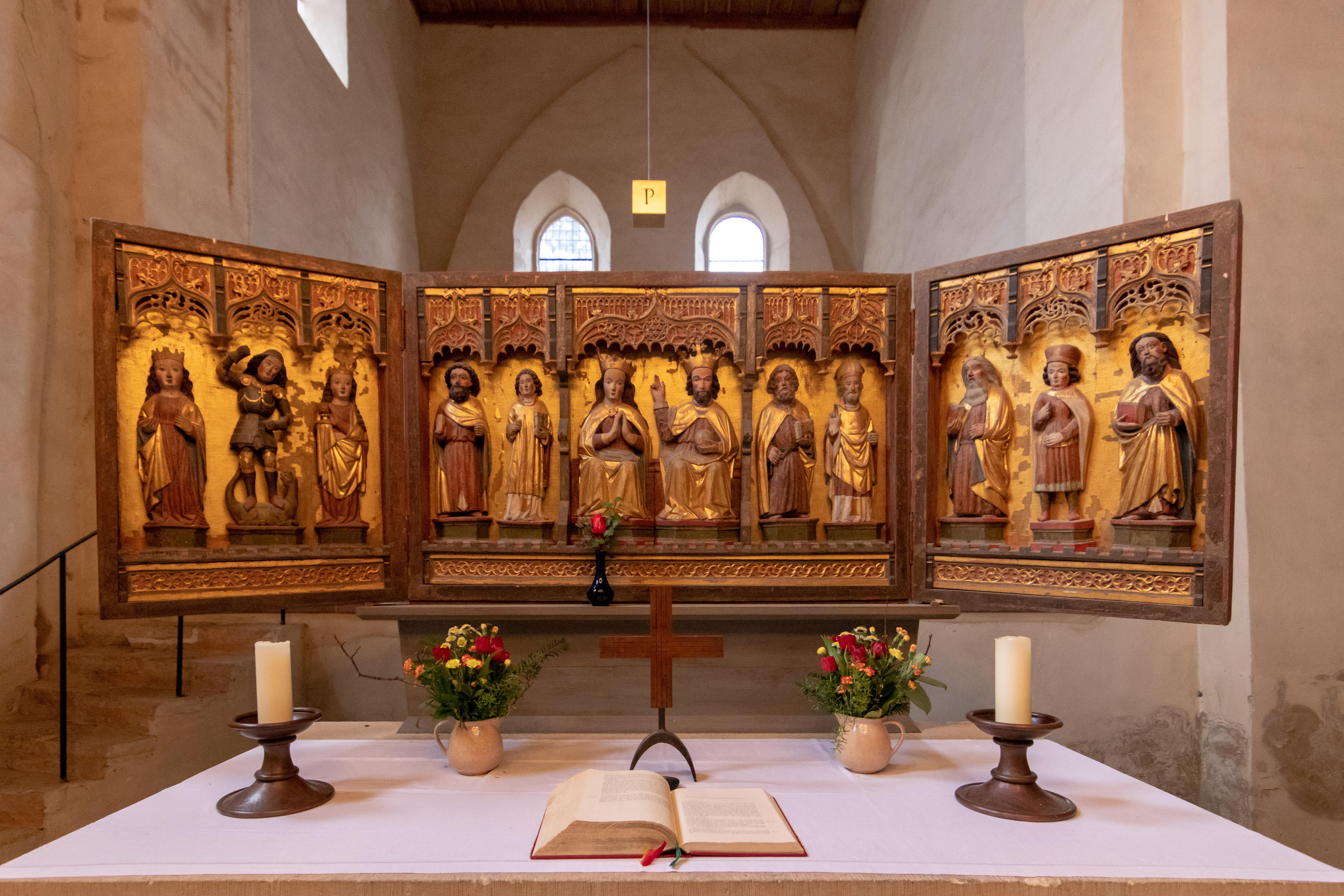
Altarretabel
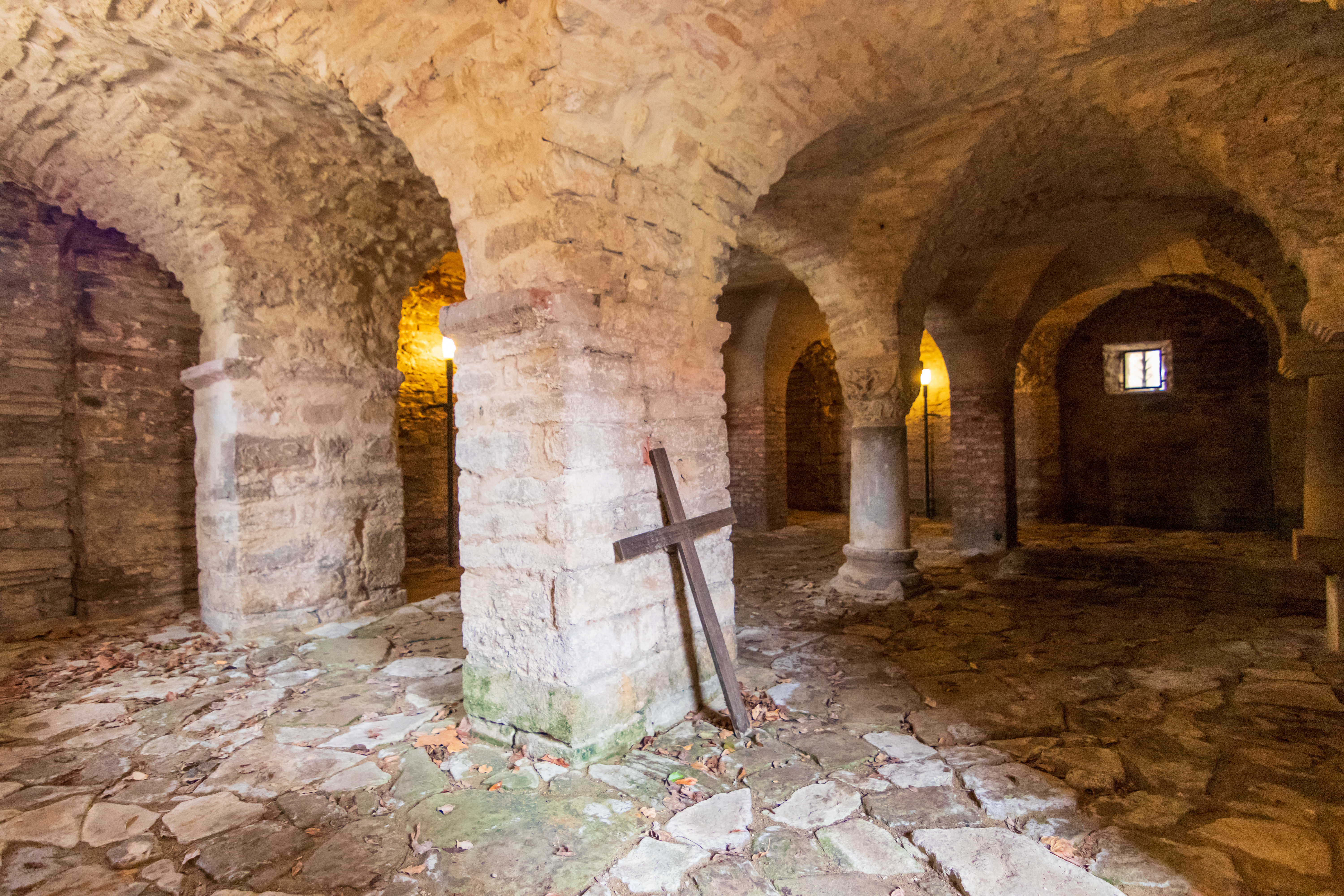
Krypta